# フィリップ・コーウェル
フィリップ・コーウェル（Philip Herbert Cowell、1870年8月7日 – 1949年6月6日）は、イギリスの天文学者。
イギリス領インド帝国のカルカッタに生まれる。ケンブリッジ大学を卒業後、1896年グリニッジ天文台の主任助手となった。1910年から1930年の間、王立航海暦局（HM Nautical Almanac Office）の監督を務めた。天体力学を研究し、月や小天体の軌道を計算するための数値積分の方法(Cowell's Method)を開発した。1906年王立協会フェロー選出。1911年王立天文学会ゴールドメダルを受賞した。
1909年に小惑星(4358)リンを発見した。これは彼が発見した唯一の小惑星である。1910年ジュール・ジャンサン賞受賞。1949年に死去した。小惑星(1898)コーウェルに命名された。